# Felix Butzlaff
Felix Butzlaff (* 25. November 1981 in Celle, Niedersachsen) ist ein deutscher Politologe.

## Leben
Felix Butzlaff studierte von 2002 bis 2008 Politikwissenschaft, Volkswirtschaftslehre und Völkerrecht an der Georg-August-Universität Göttingen (M.A.) und an der Universidad de Chile. Von 2008 bis 2016 war er wissenschaftlicher Mitarbeiter am Göttinger Institut für Demokratieforschung und promovierte dort mit einer Arbeit zu Bürgerprotesten in Deutschland. 2011 wurde er zudem Redakteur von INDES – Zeitschrift für Politik und Gesellschaft. Von 2016 bis 2023 war er Assistant Professor am Institut für Gesellschaftswandel und Nachhaltigkeit (IGN) Wirtschaftsuniversität Wien. Seit 2023 ist er Postdoc Fellow am Department of Public Policy der Central European University in Wien. 
Butzlaff ist Demokratieforscher und arbeitet zur Entwicklung und Veränderung demokratischer Systeme und der demokratischen Erwartungen von Menschen. Dabei forscht er sowohl zur Frage, wie sich die Hoffnungen und Einstellungen von Bürgerinnen und Bürgern entwickeln, sowie auch dazu, wie dieser Wandel von Institutionen wie politischen Parteien, Verwaltungen, sozialen Bewegungen und Protestinitiativen aufgegriffen wird und in der Folge zu Veränderungen der repräsentativen Demokratie führt.

## Schriften (Auswahl)
- Consenting Participation? How Demands for Citizen Participation and Expert-Led Decision-Making are reconciled in Local Democracy, in: Political Studies Review, 2022.
- Emancipatory Struggles and their Political Organisation: How Political Parties and Social Movements respond to changing notions of Emancipation, in: European Journal of Social Theory, 2022, Vol. 25, No. 1, pp. 94–117.
- Rethinking Populism. Peak Democracy, Liquid Identity and the Performance of Sovereignty, in: European Journal of Social Theory, 2019 Vol. 22, No. 2, pp. 191–211, co-authored with Ingolfur Blühdorn.
- Die FDP. Von der honorigen Bürgerpartei zur Partei der Besserverdiener, in: Elmar Wiesendahl (Hrsg.): Parteien und soziale Ungleichheit, Wiesbaden 2017, S. 169–190, ISBN 978-3-658-10389-7.
- Die neuen Bürgerproteste in Deutschland. Organisatoren – Erwartungen – Demokratiebilder. transcript Verlag Bielefeld 2016, ISBN 978-3-8376-3341-2
- Katastrophen brauchen Fachleute? Ökologie und Umweltpolitik mit Klaus Töpfer und Matthias Platzeck als politischen Seiteneinsteigern. Tectum Verlag, Marburg 2009, ISBN 978-3-8288-9904-9.
- mit Stine Harm, Franz Walter (Hrsg.): Patt oder Gezeitenwechsel? Deutschland 2009 (= Göttinger Studien zur Parteienforschung). VS verlag für Sozialwissenschaften, Wiesbaden 2009, ISBN 978-3-531-16203-4.
- mit Tim Spier, Matthias Micus, Franz Walter (Hrsg.): Die Linkspartei. Zeitgemäße Idee oder Bündnis ohne Zukunft? VS Verlag für Sozialwissenschaften, Wiesbaden 2009, ISBN 978-3-531-16492-2.
- mit Matthias Micus, Franz Walter (Hrsg.): Genossen in der Krise? Europas Sozialdemokratie auf dem Prüfstand (= Zeit online). Vandenhoeck & Ruprecht, Göttingen 2011, ISBN 978-3-525-38000-0.
- mit Matthias Micus: Formulierung von Zukunftsbildern einer besseren Gesellschaft? Politische Visionen und programmatische Leitideen der europäischen Sozialdemokratie. [Im Rahmen der Arbeitslinie „Internationaler Monitor Soziale Demokratie“]. Friedrich-Ebert-Stiftung, Internationale Politikanalyse, Berlin 2012, ISBN 978-3-86498-280-4.
- mit Franz Walter (Hrsg.): Mythen, Ikonen, Märtyrer. Sozialdemokratische Geschichten. Vorwärts-Buch, Berlin 2013, ISBN 978-3-86602-914-9.
- mit Stine Marg, Lars Geiges, Franz Walter (Hrsg.): Die neue Macht der Bürger. Was motiviert die Protestbewegungen? BP-Gesellschaftsstudie. Rowohlt, Reinbek bei Hamburg 2013, ISBN 978-3-498-07254-4.